# Bathsheba
Bathsheba – miasto na wschodnim wybrzeżu Barbadosu; największe miasto parafii Saint Joseph; 1573 mieszkańców (2008). Trzecie co do wielkości miasto kraju.